# Des pierres sur le rempart

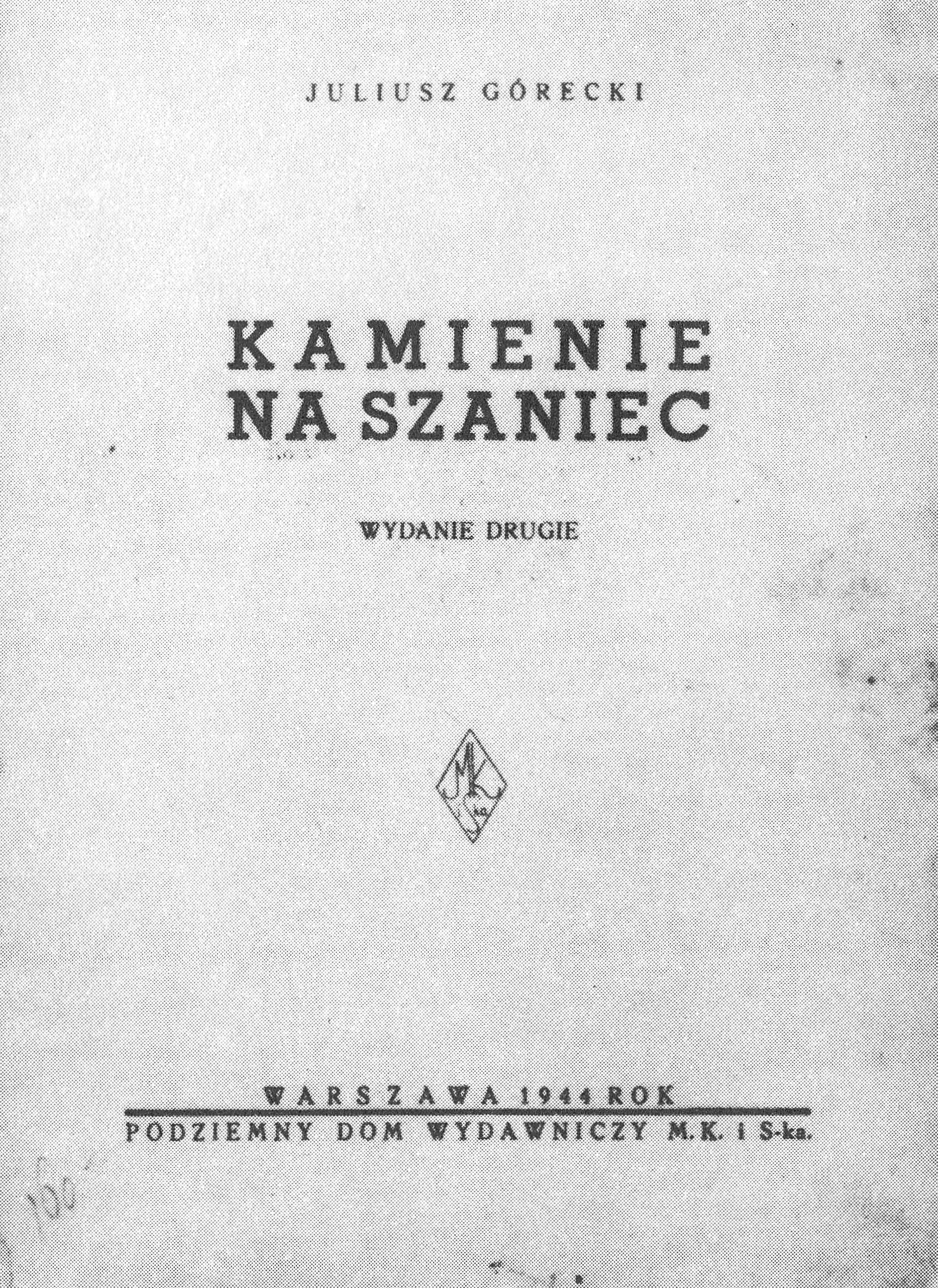
Couverture de l'édition polonaise de 1944.

Des pierres sur le rempart (Kamienie na szaniec) est un livre témoignage d'Aleksander Kamiński, l'un des organisateurs de la résistance en Pologne pendant la Seconde Guerre mondiale. Le livre relate le déroulement et les méthodes de combat et de diversion d'une équipe de Rangs Gris dans les premières années du conflit. L'histoire est fondée sur des faits et des personnages réels de l'époque de l'occupation de Varsovie par les Allemands.

## Histoire
Un groupe de gars de la 23e Troupe des Scouts varsoviens (troupe authentique, connue sous le nom de « Pomarańczarnia »), compte dans ses rangs Alek (qui portait comme premier surnom de résistance Wojtek), Zośka (premier surnom connu Staśka) et Rudy (premier surnom connu Czarny). Ces garçons finissent le lycée en juin 1939. Ils ont de beaux projets d'adolescents qui vont se retrouver ruinés par la réalité de la guerre.
L'auteur dit de son livre qu'il est « un récit sur des idéaux de fraternité et d'entraide, sur des personnes qui sont capables de mourir en beauté et de vivre en beauté ». Cette phrase est la devise que l'on trouve au début du livre. Le titre fait référence aux vers du célèbre poète Juliusz Słowacki dans son Testament mój, cités dans le récit : "J'implore ceux qui vivent encore de ne pas perdre espoir, - Mais, quand le temps viendra, d'aller au-devant de leur mort - Comme des pierres jetées par Dieu sur un grand rempart."

### Déroulement du livre
Aleksander Kamiński décrit le caractère et la personnalité de chacun des personnages principaux, leurs passions et leur vie de famille. Le sentiment du devoir les empêche de rester en retrait aussi cherchent-ils activement leur propre place dans la lutte contre l'occupant. En octobre 1939, ils joignent les activités du PLAN (Polska Ludowa Akcja Niepodległościowa -- Action indépendantiste polonaise populaire). Là, ils vont faire de la propagande de rue. Ils répandent des papiers en avertissement pour le gouverneur Hans Frank au sujet de la création du Gouvernement général, sur lesquels on pouvait voir ces mots : « Le Maréchal Piłsudski dirait: et nous, nous vous avons tous dans le c… ». Plus tard, en décembre 1939, ils ont leur propre local surnommé « Adria ».
Ils quittent le PLAN un mois avant son effondrement, parce qu'ils ont réalisé que l'organisation ne leur correspondait pas. À nouveau ils se cherchent une place et, entre-temps, s'activent dans différents domaines tels que le colportage des journaux. En même temps, ils travaillent aussi à différents emplois rémunérateurs[style à revoir]. Des emplois ancrés dans les nécessités du moment. Au début, tous les trois travaillent dans le verre, pour lequel il y avait une très grande demande. Puis leurs routes bifurquent. Rudy se trouve une place comme répétiteur, tandis qu'Alek travaille avec un pousse-pousse et, plus tard, devient bûcheron. Zośka, quant à lui, se fait fabricant de marmelade. Ils collaborent aussi avec la Cellule Andrzej. Leur travail consiste à récupérer les messages des prisonniers pour les transmettre à leurs destinataires.
Ils organisent des rencontres pour discuter et chaque jour ils préparent leur propre matériel. En mars 1941, ils parviennent à intégrer le groupe des Rangs Gris qui, six mois plus tard, devait mener aux Groupes de tempête.
Après l'arrestation de Janek Bytnar „Rudy”, „Zośka” prend une décision rapide – il faut libérer leur compagnon. Cela va entraîner l'Opération Arsenal. Ils parviennent à libérer Rudy mais celui-ci, des suites des blessures infligées pendant la torture, va mourir quelques jours plus tard, le 30 mars 1943. Ce même jour meurt aussi Alek, des suites de la blessure qu'il reçut (une balle dans le ventre) pendant l'opération. Zośka, quant à lui, se fera tirer dessus et mourra au cours d'une autre action, le 20 août 1943.

### Les différentes éditions
Kamienie na szaniec est rentré au programme de lecture des établissements scolaires (niveau collège) en Pologne.
En 1943, le manuscrit est édité clandestinement à Varsovie avec pour sous-titre "Opowiadanie o Wojtku i Czarnym" (Les aventures de Wojtek et Czarny), et donnait pour auteur Juliusz Górecki. Il est réédité sous la même forme en 1944.
En 1945, l'ouvrage connaît sa troisième édition qui est aussi sa première en langue étrangère. Sa traduction est éditée à l'initiative de l'Union mondiale des Polonais à l'étranger (Światowy Związek Polaków zza granicy). La même année, elle paraît sous le titre Stones for the Rampart: The Story of Two Lads in the Polish Underground Movement, publiée par le mouvement scout britannique (London: Polish Boy Scouts' and Girl Guides' Association, 1945), toujours sous le même pseudonyme de Juliusz Górecki et avec une préface de P. H. B. Lyon.
En 1948, le livre a été traduit en tchèque sous le titre Hradba statečnosti et édité sous forme de feuilleton dans un journal.
En 2002, il est traduit en italien sous le titre Pietre per la barricata par Margherita Bacigalupo, édité par DeAgostini (Novara).
En 2007, une maison d'édition polonaise a réédité la traduction anglaise (soit le douzième volume de la collection de "The Polish Boy Scouts' and Girl Guides' Library") pour le Musée du Scoutisme (Muzeum Hacerstwa) de Varsovie.

## Adaptations cinématographiques
En 1977, il a été adapté à l'écran dans un film polonais intitulé Akcja pod Arsenałem. Le scénario du film, réalisé par Jan Łomnicki, s'intéresse surtout aux passages du livre qui présentent les tenants et les aboutissants de l'Opération Arsenal.
En 2014 est sortie une nouvelle adaptation de l'histoire, intitulée Kamienie na Szaniec et réalisée par Robert Gliński. Le chanteur Dawid Podsiadło a interprété "4:30" qui en est la chanson titre.